# Alexandr Ruțkoi
Alexandr Ruțkoi (n. 16 septembrie 1947) este un general de aviație și om politic rus de origine evreiască, care a îndeplinit funcțiile de vicepreședinte al Federației Ruse (10 iulie 10 - 4 octombrie 1993) și de guvernator al Regiunii Kursk (1996-2000).
1. ↑  Alexander Ruzkoj, Munzinger Personen, accesat în 9 octombrie 2017
2. ↑   http://www.assembly.coe.int/nw/xml/AssemblyList/MP-Details-EN.asp?MemberID=3885 Lipsește sau este vid: |title= (ajutor)